# Голикове (Сіверськодонецький район)
Голико́ве — село в Україні, у Кремінській міській громаді Сіверськодонецького району Луганської області. Населення становить 92 особи.

## Населення

### Мова
Розподіл населення за рідною мовою за даними перепису 2001 року:
| Мова       | Кількість | Відсоток |
| ---------- | --------- | -------- |
| українська | 87        | 94.57%   |
| російська  | 5         | 5.43%    |
| Усього     | 92        | 100%     |